# ألكسندر وان
أَلِكْسَنْدَر وَان مؤسس وصاحب شركة إِسْكَيْل للذكاء الاصطناعي. ولد في الولايات المتحدة الأمريكية سنة 1997 لمهاجرين صينيين من علماء الفيزياء الذين عملوا في مختبر لوس ألموس الذي صنعت فيه القنبلة النووية. في العام 2021، وفي عمر 24 أصبح وان أصغر ملياردير عصامي في العالم. ووفقًا لمجلة فوربس، تبلغ ثروته حاليًا 3.6 مليار دولار، اعتبارًا من ابريل 2025.

## النشأة والتعليم
وُلد وانغ في لوس ألاموس، بولاية نيومكسيكو الأمريكية. وهو نجل مهاجرين صينيين كانا يعملان فيزيائيين في مختبر لوس ألاموس الوطني في نيو مكسيكو.
أبدى وانغ اهتمامًا مبكرًا بالرياضيات والبرمجة الحاسوبية منذ طفولته. تأهل لبرنامج أولمبياد الرياضيات عام 2013، وكان ضمن فريق الولايات المتحدة الأمريكية في أولمبياد الفيزياء لعام 2014، كما كان من المتأهلين النهائيين في USACO عامي 2012 و2013.
تلقى وانغ تعليمه في مدرسة لوس ألاموس الثانوية، ثم انتقل إلى وادي السيليكون للعمل كمهندس برمجيات في شركة Addepar المختصة بإدارة الثروات.
خلال سنوات مراهقته، عمل في Quora كمبرمج برمجيات.
التحق لفترة وجيزة بـمعهد ماساتشوستس للتكنولوجيا، كما عمل كمطور خوارزميات في شركة Hudson River Trading للتداول عالي التردد، قبل أن يترك الدراسة ليشارك في تأسيس شركة Scale AI عام 2016.

## الحياة المهنية
في عام 2016، أسس وان شركة سكيل إيه آي، التي تقوم بتعليق البيانات المستخدمة لتدريب برمجيات الذكاء الاصطناعي في مجالات الرؤية الحاسوبية والنسخ الصوتي. كما يضم مجلس إدارة الشركة، ويليام هوكي المؤسس المشارك لشركة بلاد. في مايو 2021، انضم مايكل كراتسيوس، كبير موظفي التكنولوجيا في الولايات المتحدة في عهد إدارة ترامب، كمدير عام لشركة سكيل إيه آي ورئيسها الاستراتيجي. كما عمل جيف ويلك، المدير التنفيذي السابق لشركة أمازون، كمستشار لوانج. يشمل عملاء سكيل إيه آي في القطاع التجاري إتسي، جنرال موتورز، وأوبن إيه آي، وباي بال، وبنتنرست، وسامسونج، وتويوتا، وأوبر. في عام 2021 بلغت قيمة الشركة 7.3 مليار دولار، حيث منح وان صافي ثروة قدرها مليار دولار لفترة وجيزة لأنه يمتلك 15% من الشركة. وقد تلقت شركة سكيل إيه آي عقود دفاعية من القوات المسلحة الأمريكية وقد تلقت شركة سكيل إيه آي عقود دفاعية من القوات المسلحة الأمريكية. وتم اختيارها من قبل مكتب رئيس الذكاء الاصطناعي والرقمي في البنتاغون لاختبار وتقييم سلامة وموثوقية النماذج اللغوية الكبيرة في التخطيط العسكري و صنع القرار. وقد انضم وان إلى مجلس إدارة مجموعة إكسبيديا في عام 2023.

## الحياة الشخصية
خلال ذروة جائحة فيروس كورونا، كان وانغ يتشارك السكن مع صديقه سام ألتمان، الرئيس التنفيذي لشركة أوبن أيه آي.

## الجوائز والتكريم
في عام 2018، اختير وانغ ضمن قائمة «فوربس 30 تحت سن الثلاثين» عن فئة تقنيات المؤسسات. كما تم اختياره مجددًا في القائمة نفسها لعام 2021.
كما أُدرج اسمه في قائمة «تايم 100 نكست» التي تكرّم القادة الناشئين الذين يشكّلون مستقبل مجالاتهم، بالإضافة إلى قائمة «تايم 100 للذكاء الاصطناعي».